# Makrina die Ältere
Makrina die Ältere (* um 260; † um 340) war ein bedeutendes Mitglied der Christengemeinde von Neocäsarea an der kleinasiatischen Schwarzmeerküste. Sie war die Großmutter der heiligen Geschwister Makrina der Jüngeren, Basilius des Großen, Gregor von Nyssa und Peter von Sebaste, auf die sie prägenden Einfluss hatte.
Gregor von Nyssa nennt die Großmutter in der Lebensbeschreibung seiner Schwester Makrina d. J. eine bemerkenswerte (insignis) Frau, die in der Verfolgungszeit für Christus gekämpft habe.
Gregor von Nazianz erwähnt sie in seiner Grabrede für Basilius den Großen. Während der Verfolgung unter Maximinus Daia sei Makrina mit ihrem Mann in das Pontische Gebirge geflohen. Dort hätten die beiden sieben Jahre lang den Hunger und die Unbilden der Witterung ertragen.
Basilius selbst berichtet, dass Makrina eine Schülerin des Bischofs Gregor von Neocäsarea († um 270) gewesen sei. Für ihn, Basilius, sei sie in der Jugend die geistliche Nährmutter (nutrix) gewesen.
Makrina d. Ä. ist in älterer Zeit nirgends als Heilige verehrt worden. Erst der Kardinal und Kirchenhistoriker Cesare Baronio († 1607) fügte sie in das Martyrologium Romanum ein und ordnete ihr, ohne ersichtlichen Grund, den 14. Januar als Gedenktag zu.